# Opius margateensis
Opius margateensis är en stekelart som beskrevs av Fischer 1971. Opius margateensis ingår i släktet Opius och familjen bracksteklar. Inga underarter finns listade i Catalogue of Life.